# Blackburnium barretti
Blackburnium barretti är en skalbaggsart som beskrevs av Henry Fuller Howden 1979. Blackburnium barretti ingår i släktet Blackburnium och familjen Bolboceratidae. Inga underarter finns listade.